# Leptonema milae
Leptonema milae är en nattsländeart som beskrevs av Sykora 1964. Leptonema milae ingår i släktet Leptonema och familjen ryssjenattsländor. Inga underarter finns listade i Catalogue of Life.